# Музеј Гугенхајм
Гугенхајм музеј у Билбау (шп. Museo Guggenheim Bilbao) је музеј савремене уметности у шпанском граду Билбау, средишту области Баскије, који је пројектовао канадско-амерички архитекта Френк Гери, а изградило предузеће Феровијал. Овај је музеј један од многих музеја који припадају Задужбини Гугенхајм. Изграђен је уз реку Нервион, која пролази кроз у баскијски град Билбао и улива се у Атлантик. Налази се преко пута луке с којом је спојен мостом и окружен је са свих страна воденим вртом.
Као једно од најцењенијих дела савремене архитектуре, зграда је хваљена као „сигнални тренутак у архитектонској култури“, јер представља „један од оних ретких тренутака када су критичари, академици и шира јавност били потпуно јединствени око нечега“, према архитектонском критичару Полу Голдбергеру. Зграда овог музеја је најчешће проглашавана једним од најважнијих радова завршених од 1980. године у Светском архитектонском прегледу 2010. године међу архитектонским стручњацима.

## Историја
Године 1991, баскијска влада предложила је фондацији Соломон Р. Гугенхајм да финансира Музеј Гугенхајм који би био изграђен у оронулој луци Билбао, некада главном градском извору прихода. Баскијска влада се сложила да покрије трошкове изградње у износу од 100 милиона америчких долара, створи фонд за аквизиције од 50 милиона америчких долара, плати једнократну накнаду Гугенхајму од 20 милиона америчких долара и субвенционише годишњи буџет музеја од 12 милиона америчких долара. У замену, Фондација се сложила да управља институцијом, ротира делове њене сталне колекције кроз музеј у Билбау и организује привремене изложбе.
Музеј је изградио Феровијал, по цени од 89 милиона америчких долара. Око 5.000 становника Билбаоа присуствовало је предотварачкој екстраваганци испред музеја у ноћи која је претходила званичном отварању, укључујући светлосну представу и концерте на отвореном. Дана 18. октобра 1997. музеј је отворио Хуан Карлос I од Шпаније.

## Архитектура
Музеј је изграђен 1997. године у индустријском делу града, усред дока за бродове и челичана, по пројектима америчког архитекте Френка Герија. Пројекат је био рађен према компјутерском програму и захваљујући томе су пројектовани такви облици који су били неизводљиви у традиционалним техникама градње и претежно су то закривљени облици.

## Зграда
Зграда музеја Гугенхајм у Билбау се сматра за једну од најважнијих грађевина постмодерне архитектуре, јер се држи за преломно здање на којем су се академици, критика и општа публика усугласили одобравањем.
Кипарски обликован кров, као и цијели музеј, има плашт од изузетно скупоценог и за архитектуру необичног материјала, титанијума. Због титанијумског плашта, боја музеја се мења зависно од доба дана и количине сунчеве светлости; најчешће су то сребрна, златна и плава. Кривоцртне масе су контрастне ортодоксном деконструктивизму који истиче равне површине и оштре углове. Ексцентрични облици и глатке неправилне криве, дизајниране да „хватају светлост”, су заслужне су за надимак који је добио музеј, „Метални цвет“. Легендарни архитекта Филип Џонсон ју је назвао „највећом зградом нашег времена“.
Унутрашњост је једнако, ако не и више, спектакуларна. Вероватно најсензационалнија просторија је велики атријум из којега се може видети залив и околна брда Баскије. Мрежа уских мостова је спојена с дизалом, док атријум садржи спиралне стубове иза којих се отвара низ стаклених зидова и кровних прозора. Унутра је десет конвенционалних, праволинијских изложбених просторија које садрже највећа дела модерне уметности, и девет огромних, необично обликованих, галерија у којима су смештени савремени радови. Највећа галерија има пречник 30 x 130 m. Са површином од 24.000 m², од којих је 11.000 m² изложбеног простора, Гугенхајм у Билбау је по отварању имао више изложбеног простора од три остале Гугенхајм колекције у Њујорку и Венецији.
Гери је прво замислио облик музеја, као и са свим дотадашњим радовима, помоћу ручно нацртане скице. Развој технологије је оно што је омогућило изградњу тако велелепног музеја. Да није користио рачунарски 3Д програм CATIA (обликовање потпомогнуто рачунаром предузећа „Dessault Systems“, изворно намењен дигиталном дизајнирању и прецизном пројектовању делова за француску ваздухопловну индустрију), изградња би била недопустиво скупа, и његов дизајн не би видео светло дана.
Изградња је коштала 89 милијуна $, а отворио ју краљ Хуан Карлос  дана 18. октобра 1997. године. Сама зграда је у потпуности засенила излошке, али је привукла мноштво посетилаца у дотада забачени индустријски градић. У првих 12 месеци након отварања, 160 милијуна америчких долара је додато у прорачун покрајине Баскије. Данас се такав учинак архитектуре на економију и културно оживљавање назива „Билбао ефект“.

## Збирке
Сталну поставку чини уметничка збирка значајних уметника 20. века, коју у далеко већој мери чине инсталације и разне електронске форме, док су традиционалне форме уметничког изражавања (слике и скулптуре) заступљене у много мањем броју. У склопу музеја се налази и ресторан у коме се спрема традиционална баскијска кухињи.
У средишњој галерији је изложена скулптура Змија, коју је амерички кипар Ричард Сера направио посебно за отворење музеја. Године 2005, око ње је постављено седам других скулптура чинећи монументалну инсталацију Питање времена дужу од 100 м. Пред тога, у музеју је по отворењу било изложено око 300 дела модерне уметности од кубизма до савремене уметности, а колекција се константно шири делима многих савремених уметника као што су: Вилем де Кунинг, Марк Ротко, Клифорд Стил, Франческо Клементе, Анселм Кифер, Џени Холзер и други.
У музеју се може видети стална поставка, али и многе гостујуће изложбе како шпанских, тако и светских уметника. Тако је 2012. године изложба Дејвида Хокнија привукла више од 290.000 посетилаца.

## Виртуелна зграда
У јесен 1993. године, архитекте компаније Гери партнери почели су да користе CATIA софтвер компаније Dassault Systemes за фазу шематског дизајна музеја Гугенхајм Билбао ради дигитализације и моделовања спољашњости музејског пројекта. У основи, овај софтвер прорачунава тачку по тачку напрезања којима су материјали изложени генеришући 3Д модел који показује различите напетости и омогућавајући израчунавање вредности многих структурних елемената музеја: челичне конструкције, облоге од титанијума или темеља, између осталих. Програм је такође помогао у аутоматизовању сечења материјала попут камена или титанијумски плоча.
Архитекте су примениле процесе уметничког моделовање и виртуелне градње које су научили од Рика Смита и његове употребе истих техника у Kонцертној дворани Волт Дизни током претходне две године. Успех и глобална свест музеја Гугенхајм Билбао отворили су нову еру виртуелне градње и били су катализатор онога што ће седам година касније постати популарно познато као грађевинско информационо моделовање.
Архитектонски критичар Паул Голдбергер, добитник Пулицерове награде, дели гледиште других да Билбао „не би могао бити изграђен без CATIA“. Он даље преноси да је Билбао „био прва зграда у чијој изградњи је CATIA имала кључну улогу у скоро свим аспектима процеса дизајнирања и изградње“.

## Економски и медијски утицај
Музеј је отворен у склопу напора за ревитализацију града Билбао. Готово одмах након отварања, Гугенхајм Билбао је постао популарна туристичка атракција, привлачећи посетиоце из целог света. У прве три године музеј је посетило скоро 4 милиона туриста, помажући у генерисању око 500 милиона евра економске активности. Регионално веће је проценило да је новац који су посетиоци потрошили на хотеле, ресторане, продавнице и превоз омогућио да прикупи 100 милиона евра пореза, што је више него исплатило трошкове изградње.

## Галерија
- Енди Ворхол, Сене
- Луиза Буржоа, Маман, 1997.
- Џени Холзер, Инсталација за Билбао, 1997.
- Sol LeWitt, Геометријски облици, мурал 831, 1997.
- Џеф Кунс, Тулипани, 1995.-2004.
- Ињаки Креспо, Музеј Гугенхајм у Билбау
- Хуан Муњоз, 2008.
- Аниш Капур, Високо дрво и око, 2009.
- Мост Пуенте де Ла Салве 2014.